# Nuoto in acque libere ai campionati mondiali di nuoto 2005
Le competizioni di nuoto in acque libere ai campionati mondiali di nuoto 2005 si sono svolte dal 17 al 23 luglio 2005 nelle acque del Parc Jean-Drapeau di Montreal, in Canada.
Sono state disputate un totale di 6 gare: 3 maschili, 3 femminili.

## Calendario
| Data      | Evento          |
| --------- | --------------- |
| 17 luglio | 5 km femminili  |
| 17 luglio | 5 km maschili   |
| 20 luglio | 10 km femminili |
| 20 luglio | 10 km maschili  |
| 22 luglio | 25 km femminili |
| 23 luglio | 25 km maschili  |

## Podi

### Uomini
| Evento           | Oro           | Tempo     | Argento        | Tempo     | Bronzo        | Tempo     |
| ---------------- | ------------- | --------- | -------------- | --------- | ------------- | --------- |
| 5 km (dettagli)  | Thomas Lurz   | 51'17"2   | Chip Peterson  | 51'18"8   | Simone Ercoli | 51'18"9   |
| 10 km (dettagli) | Chip Peterson | 1h46'38"1 | Thomas Lurz    | 1h46'45"2 | Petăr Stojčev | 1h46'50"4 |
| 25 km (dettagli) | David Meca    | 5h00'21"4 | Brendan Capell | 5h00'23"6 | Petăr Stojčev | 5h00'28"4 |

### Donne
| Evento           | Oro             | Tempo     | Argento         | Tempo     | Bronzo         | Tempo     |
| ---------------- | --------------- | --------- | --------------- | --------- | -------------- | --------- |
| 5 km (dettagli)  | Larisa Il'čenko | 55'40"1   | Margy Keefe     | 55'44"3   | Edith van Dijk | 55'46"6   |
| 10 km (dettagli) | Edith van Dijk  | 1h56'00"5 | Federica Vitale | 1h56'02"5 | Britta Kamrau  | 1h56'04"0 |
| 25 km (dettagli) | Edith van Dijk  | 5h25'06"6 | Britta Kamrau   | 5h25'06"9 | Laura La Piana | 5h25'11"5 |

## Medagliere
| Pos.   | Paese       | Oro | Argento | Bronzo | Totale |
| ------ | ----------- | --- | ------- | ------ | ------ |
| 1      | Paesi Bassi | 2   | 0       | 1      | 3      |
| 2      | Germania    | 1   | 2       | 1      | 4      |
| 3      | Stati Uniti | 1   | 2       | 0      | 3      |
| 4      | Spagna      | 1   | 0       | 0      | 1      |
| 4      | Russia      | 1   | 0       | 0      | 1      |
| 6      | Italia      | 0   | 1       | 2      | 3      |
| 7      | Australia   | 0   | 1       | 0      | 1      |
| 8      | Bulgaria    | 0   | 0       | 2      | 2      |
| Totale | Totale      | 6   | 6       | 6      | 18     |